# ニゴイ属
ニゴイ属 (Hemibarbus) は、コイ科カマツカ亜科に属する淡水魚の属の一つ。東アジアに分布する。

## 構成種
ニゴイ Hemibarbus barbus (Temminck et Schlegel, 1846)
日本固有種。流れの穏やかな水域に生息している。
ズナガニゴイ Hemibarbus longirostris (Regan, 1908)
原始的なニゴイ属の一種。中国、朝鮮半島、日本に分布。
コウライニゴイ Hemibarbus labeo (Pallas, 1776)
西日本 /ロシア、中国～ベトナム北部、朝鮮半島、台湾に分布。
ウスクチニゴイ Hemibarbus maculatus Bleeker, 1871
中国、朝鮮半島に分布。
Hemibarbus brevipennus P. Q. Yue, 1995
中国固有種。
Hemibarbus macracanthus Y. L. Lu, P. Q. Luo & Yi-Yu Chen, 1977
中国固有種。
Hemibarbus medius P. Q. Yue, 1995
中国南部に生息する固有種。
ヤガタニゴイ Hemibarbus mylodon (L. S. Berg, 1907)
韓国固有種で、絶滅危惧種に指定されている。
Hemibarbus qianjiangensis T. Yu, 1990
中国浙江省固有種。
Hemibarbus songloensis V. H. Nguyễn, 2001
ベトナム固有種。
Hemibarbus thacmoensis V. H. Nguyễn, 2001
ベトナム固有種。
Hemibarbus umbrifer (S. Y. Lin, 1931)
中国に分布。